# Chloridolum melanaspis
Chloridolum melanaspis là một loài bọ cánh cứng trong họ Cerambycidae.